# Prelacía patriarcal de Ararat
La diócesis patriarcal de Ararat o diócesis pontifical araratiana (en armenio: Արարատյան Հայրապետական թեմ, romanizado: Araratyan Hayrapetakan t'em) es una circunscripción eclesiástica de la Iglesia apostólica armenia. Se trata de una de las diócesis más antiguas del mundo, sede episcopal del patriarca supremo y catolicós de todos los armenios. Desde el 4 de noviembre de 1999 su obispo es Krtich Nersessian, quien adoptó el nombre patriarcal de Karekin II.

## Territorio y organización
La diócesis extiende su jurisdicción en Armenia sobre los fieles apostólicos armenios residentes en Ereván, la provincia de Ararat y el monasterio de Sevanavank en la provincia de Geghark'unik'. Es administrada por un vicario del catolicós de la Sede Madre de la Santa Echmiadzín.
La sede de la diócesis se encuentra en la ciudad de Ereván, donde se halla la catedral de San Sarkis. Para junio de 2017 la diócesis tenía bajo su jurisdicción 35 iglesias y 3 capillas en Ereván y la provincia de Ararat.

## Historia
El origen de la diócesis patriarcal de Ararat se remonta a principios del siglo IV, con la cristianización de Armenia. Según las ediciones greco-árabes de la Historia del Reino de Dertad, o Tiridates, y de la Predicación de San Gregorio, el Iluminador de Agathangelos, san Gregorio el Iluminador estableció episcopados permanentes en Airarat, Vagharshapat, Artashat y en Dvin, y los puso bajo su dependencia. Nombró al obispo Albiano como el primer vicario primado de la diócesis recién fundada, que luego sería el catolicosado de todos los armenios en Airarat. Al principio la diócesis incluía las provincias de Masyatsotn, Mazaz, Vostan en el valle de Ararat, así como los territorios de las provincias de Kotayk, Nig, Tsaghkot, Aragatsotn y el valle de Sharur, que gobernaban directamente a los catolicós armenios. Había obispos en las ciudades subordinadas de Vagharshapat, Artashat y Dvin. 
El nombre de la diócesis de Airarat se deriva del monte Ararat, el símbolo de la nación armenia, que luego pasó a ser Ararat. Durante el sínodo de Artashat en 449, el vicario del catolicós, el obispo Hovsep (Hovsep I Hoghotsmetsi) también se menciona como obispo de Ayrarat. En una lista de 607 se han conservado los nombres de unas dos docenas de monasterios famosos, junto con los nombres de sus líderes․ 
Durante el reinado de la dinastía bagrátida (siglos IX-XI) no hay información confiable sobre la diócesis patriarcal de Ararat, y después de la caída del estado armenio en 1045 durante el largo período del catolicosado (1045-1441), los catolicós armenios ya no pudieron participar en persona o a través de sus vicarioss designados a la una vez extensa gestión de esa diócesis.
Según los manuscritos, en 1390 la diócesis de Ararat fue anexada a la diócesis de Bjni, ambas gobernadas por un obispo. Medio siglo después, la diócesis de Ararat se menciona una vez más en relación con el catolicós․ Con los eventos del restablecimiento del trono en Echmiadzin resultó que sus tres vardapets, Kirakos Rshtunetsi, Sargis Dzagavanetsi y Tiratsi Vanandetsi, tomaron parte activa en la Asamblea Nacional de la Iglesia de 1441. Además de la primacía de Vagharshapat, las ciudades de Mayravank, Havuts Tar, Hovhannavank, Bjni, Khor Virap, Koghb jugaron un papel importante en la vida de la diócesis, lo mismo que los monasterios de Bagaran con sus congregaciones. Desde finales de siglo, el nombre de la diócesis de Ararat ha desaparecido de los documentos históricos, y más tarde se mencionó la diócesis de Ereván en la misma zona, por lo que se cree que la diócesis se conoció comúnmente como la diócesis de Ereván entre los siglos XV y XIX. Esto se devió a las autoridades musulmanas semiindependientes de la región de finales del siglo XIV, cuya capital se convirtió en la próspera Ereván.
Según el testimonio del historiador del siglo XVIII Arakel Davrizhetsi y el testimonio del catolicós armenio Simeon I Yerntsi (1763-1780), en los siglos XV-XVIII Ereván se formó como una diócesis sagrada, y los asentamientos incluidos en ella se dividieron entre monasterios grandes y pequeños. Según eso, el líder de Ereván era al mismo tiempo el abad de Havuts Tar, que fue nombrado a petición de los ciudadanos con la aprobación de los catolicós: Zakaria (1441), Hovhannes (1465), Zakaria II (1487), Hamazasp y Zakaria Pahlavuni son recordados como los padres de Havuts Tar del siglo XV (1526-1577), Sahak (1602), Hamazasp (1618), Mkrtich (1630), Simeón Jughayetsi (1640-1650), Hovhannes (1650-1660) y otros obispos.
Havuts quedó desierto en los años 50 del siglo XVIII, después de lo cual Ereván se convirtió en una de las diócesis reales de la Santa Echmiadzín. En Ereván, los catolicós armenios tenían su hogar permanente en el desierto de Dzoragyugh. Aquí se construyó un catolicosado, una pequeña iglesia catolicosal que lleva el nombre de San Jorge, San Hakob Hayrapet y San Sarkis. Los monjes enviados desde Echmiadzín, que se establecieron allí y administraron las propiedades en Ereván de la Sede Madre: jardines, molinos, etc.
En la década de 1610, por iniciativa de Movses Syunetsi, la iglesia de San Astvatsatsín y otros edificios escolares se construyeron junto a la capilla poco iluminada de San Ananías en la parte norte de la ciudad, que jugó un papel importante en la vida de la ciudad. Estas estructuras estaban hechas de madera y fueron destruidas en 1634-1635 durante las guerras turco-persas. El catolicós Felipe I de Aghbak restauró ese complejo monástico, pero con el terremoto de 1679, no solo las iglesias de Ereván fueron destruidas, sino que casi todas las iglesias y monasterios del árae Ararat. Fueron reconstruidos solo a finales del siglo XVII y principios del XVIII. El monasterio de San Ananías funcionó hasta 1835, cuando se transformó en una iglesia parroquial (ahora iglesia Zoravor Astvatsatsín).
Según la lista Voskan de 1670 en la diócesis de Ereván se incluye el kanato de Ereván, antiguas diócesis de área monástica y vicarías las regiones: Arinj, Yeghvardi, Mughni, Saghmosavank, Koshavanki, Hovhannavank, Geghardi, Maghardavanki, Vardihayri, Karbi, monasterio de Aghjots y Dzagavanki (Getargeli), diócesis monásticas de Jor Virap, Ushi. La comunidad armenia de Tbilisi también estaba sujeta a esta diócesis.
A mediados del siglo XVIII, cuando finalmente se establecieron las fronteras de las diócesis de la Iglesia apostólica armenia, Ereván fue mencionada como una diócesis que unía la ciudad de Ereván y todos los pueblos circundantes, la ciudad de Blur en la orilla derecha de los Araks y las áreas circundantes. Esta situación duró hasta la adhesión de Polozhenie en 1836. A mediados del siglo XIX, se formaron 6 grandes diócesis o estados de la Iglesia armenia dentro de las fronteras del Imperio ruso, la tercera de las cuales fue la diócesis de Ereván, cuyo verdadero líder era el catolicós de todos los armenios. La diócesis tenía 4 vicarios: Ereván, Najicheván, Shirak y Tat. Después de la toma de Kars por los rusos en 1878, el área fue agregada a la diócesis, cubriendo casi toda el área del este de Armenia.
En 1900 la diócesis patriarcal de Ararat tenía 643 iglesias, 13 complejos monásticos con 47 monasterios, 788 sacerdotes, 585 004 feligreses, de los cuales 66 500 eran urbanos y 518 504 rurales. Se abrió una escuela diocesana el 2 de septiembre de 1837 con 460 estudiantes y 20 maestros.
En el período pre-soviético, la primacía de la diócesis de Ereván siempre operó desde el antiguo sitio catolical del desierto de Dzoragyugh. La iglesia de San Jorge fue reconstruida, utilizada como parlamento diocesano y biblioteca. 
En agosto de 1920, tras un kontakion emitido por el catolicós Jorge V, el territorio de Shirak se separó de la diócesis araratiana para formar la diócesis de Shirak. Después del Tratado de Moscú en 1921 entre Rusia y Turquía, la diócesis de Ararat perdió los territorios de Kars y de Najicheván, en los que la Iglesia fue casi completamente eliminada. 
La diócesis de Ereván perdió la mayoría de sus propiedades bajo el dominio soviético entre 1920 y 1991, aunque continuó existiendo, excepto que se dividió en dos: Viejo Najicheván y Daralagyaz y Nuevo Bayazet. La diócesis consistía en los monasterios de San Jorge y Gndevaz en Mughni. A principios de la década de 1930 y durante un corto tiempo, la diócesis se dividió en 15 agencias: Bash Garni, Garni, Vedi-Basar, Viejo Najicheván, Goghtni, Meghri, Kotayk, Tsakhkadzor, Gegharkunyats, Daralagyaz, Vagharshapat, Ashtarak, Aparan, Bash Aparan, Sardarapat, Hrazdanakoghmyan, que también desaparecieron pronto.
Durante los años de la persecución de Stalin, casi todas las iglesias y monasterios en el territorio de la diócesis fueron cerradas, la mayoría del clero fue encarcelado, exiliado o fusilado. Fueron destruidas en Ereván:
- Iglesia de San Poghos-Petros (en el sitio del actual Cine de Moscú)
- Capilla de Getsemaní (en el sitio del Teatro Nacional de Ópera y Ballet)
- Iglesia de San Gregorio el Iluminador (en el sitio de la escuela de Yeghishe Charents)
- Iglesia de San Hakob
- Capilla Kozern y el cementerio medieval del mismo nombre (en el sitio del edificio de la Asamblea Nacional de Armenia), etc.

La diócesis de Ereván, ya con el antiguo nombre (diócesis patriarcal de Ararat), recibió privilegios insignificantes en la década de 1960, durante el catolicosado de Vazgen I. 
Con la independencia de Armenia en 1991, la Iglesia armenia fue reorganizada, la mayoría de las propiedades fueron devueltas a la Iglesia y se establecieron muchas nuevas diócesis basadas en las divisiones administrativas de Armenia. En 1989 se creó la diócesis de Syunik' separada de Ararat y en 1991 la diócesis de Gugark. Su territorio disminuyó nuevamente el 30 de mayo de 1996 al crearse por el catolicós Karekim II las diócesis de Armavir, Aragatsotn, Kotayk y Gegharkunik.
Actualmente, la diócesis patriarcal de Ararat es la diócesis más grande en población de la Iglesia armenia, con alrededor de 1 300 000 de personas bajo su jurisdicción. El vicario primado de la diócesis es el arzobispo Navasard Kchoyan desde 1999. La sede diocesana se encuentra en la capital, Ereván, junto a la catedral de San Sarkis.